# Gondar (sommergibile)
Il Gondar è stato un sommergibile della Regia Marina, col motto "Usque ad finem".

## Storia
Entrato in servizio il 28 febbraio 1938, il seguente 3 luglio ottenne la bandiera di combattimento a La Spezia e nel mese di novembre, da Taranto, raggiunse con la sua squadriglia la base di Lero nel Dodecaneso rientrando a Messina nel febbraio 1940. Tornato in alto Tirreno, dal maggio 1940 fece parte della XI Squadriglia Sommergibili, basata a La Spezia, al comando del tenente di vascello Piero Riccomini, in comando dal 20 ottobre 1938.
Fu scelto per l'impiego come mezzo «avvicinatore» di SLC e nell'agosto-settembre 1940 modificato di conseguenza: furono eliminati il cannone da 100/47 Mod. 1935, le sue munizioni, due siluri ed altro materiale; sul ponte di coperta del sommergibile furono collocati tre cilindri a tenuta stagna (uno a prua e due, affiancati, a poppa), nei quali potevano essere alloggiati altrettanti SLC. Del peso di 2,8 tonnellate, tali cilindri erano in grado di resistere fino a 90 metri di profondità, il triplo della profondità consentita dal sistema, più rudimentale, adottato sul primo sommergibile avvicinatore, l’Iride. 

Un siluro a lenta corsa durante le prove

Dopo il fallimento del primo tentativo di attacco contro il porto di Alessandria d'Egitto – conclusosi con l'affondamento dell’Iride e della nave appoggio Monte Gargano ad opera di aerosiluranti –, il Gondar fu scelto per il secondo tentativo, denominato operazione «G.A. 2», che prese avvio il 19 settembre 1940. 
Il 21 settembre il sommergibile, una volta imbarcati i tre SLC, lasciò La Spezia al comando del tenente di vascello Francesco Brunetti, ex comandante del predecessore del Gondar, l'Iride. Giunto a Messina nella serata del 23, il Gondar prese a bordo gli uomini della X Flottiglia MAS destinati all'impresa: il capitano di fregata Mario Giorgini – comandante della I Flottiglia MAS e dell'operazione –, i sei operatori degli SLC (quattro ufficiali e due sottufficiali), fra cui vi era anche il capitano del Genio Navale Elios Toschi, inventore, insieme a Teseo Tesei, degli SLC, e due sottufficiali operatori di riserva.
Il Gondar partì da Messina alle 7.30 del 24 settembre, diretto nel punto «D» al largo di Alessandria, dove avrebbe dovuto verificare che non vi fossero unità nemiche di vigilanza; sarebbe quindi proseguito sino al punto «A», dove si sarebbe fermato per rilasciare gli SLC.
Arrivato nel punto «D» nella notte tra il 28 ed il 29 settembre, il sommergibile rilevò però i segni di un'intensa attività navale britannica: fu avvistata una corvetta e all'idrofono furono avvertiti i rumori di turbine appartenenti ad almeno tre navi differenti, nonché, in un secondo tempo, anche quelli dei motori di altre navi che si stavano allontanando. Solo alle sette di sera del 29 fu possibile emergere, in ritardo sulle previsioni, ma quasi subito fu ricevuto a bordo un messaggio di precedenza assoluta inviato da Supermarina alle 13.55: il Gondar sarebbe dovuto rientrare subito a Tobruk, dato che l'operazione era stata rimandata per la partenza da Alessandria della maggior parte della flotta inglese (bersaglio dell'attacco), uscita in mare con le navi maggiori e 10 cacciatorpediniere il giorno 28, a protezione di due incrociatori, il Liverpool ed il Gloucester, impegnati in missione di trasporto a Malta di 2000 uomini.
Alle 20.30, sulla rotta di rientro, il Gondar s'imbatté nel cacciatorpediniere australiano Stuart a soli 1500 metri, dovendosi immergere con rapidità ad 80 metri. La nave avversaria individuò però in breve il sommergibile con l'ecogoniometro, iniziando a bombardarlo con cariche di profondità; due ore dopo (alle 22.30) si unirono alla caccia il cacciatorpediniere Diamond ed una corvetta, cui si aggiunsero poi anche ricognitori ed aerei antisommergibili (in particolare un idrovolante Short Sunderland). Investito da una simile pioggia di bombe di profondità, il Gondar, gravemente danneggiato nonostante tutte le manovre evasive, dovette emergere, dopo aver resistito per dodici ore: erano le 8.30 del 30 settembre.

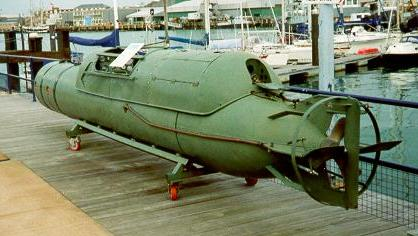
Un siluro a lenta corsa in un museo navale

Una volta a galla alcuni uomini, tra cui Brunetti, avviarono le manovre di autoaffondamento: il sommergibile s'inabissò di poppa nel giro di poche decine di secondi, su un fondale di 2000 metri, a circa 110 miglia per 300° dal faro di Alessandria.
Nell'affondamento vi fu una vittima, il marinaio elettricista Luigi Longobardi, attardatosi a bordo con il comandante Brunetti e pochi altri per avviare le manovre di autoaffondamento e ucciso in mare, dove era stato fra gli ultimi a buttarsi, dallo scoppio di una bomba: alla sua memoria fu conferita la Medaglia d'oro al valor militare. Il resto dell'equipaggio fu tratto in salvo – e fatto prigioniero – dallo Stuart.
Con l'affondamento del Gondar i servizi segreti britannici iniziarono ad insospettirsi circa l'esistenza di un corpo speciale della Regia Marina incaricato delle incursioni nei porti nemici, (reparto sul quale del resto avevano già alcune informazioni): notarono infatti la presenza dei tre cilindri presenti sul ponte del sommergibile, nonché la presenza, fra i prigionieri, di numerosi subacquei.
Il Gondar aveva svolto in tutto 4 missioni di guerra, percorrendo complessivamente 3440 miglia in superficie e 534 in immersione.

COMANDANTI
Tenente di Vascello Mario Ricci dal 28 febbraio al 19 ottobre 1938;
Tenente di Vascello Piero Riccomini dal 20 ottobre 1938 al 9 settembre 1940;
Tenente di Vascello Francesco Brunetti dal 10 al 30 settembre 1940 (con i cilindri già applicati)